# Савуковчи
Савуковичи  — деревня в Сысольском районе Республики Коми в составе сельского поселения  Куратово. 

## География
Расположена на расстоянии 3 км на юго-запад от центра поселения села Куратово.  

## Население
Постоянное население  составляло 43 человека (коми 100%) в 2002 году, 20 в 2010 .